# 聖安斯貝
聖安斯貝（英語：Saint Ann's Bay）是牙買加聖安堂區的首府，位於該國北部，始建於1503年，主要出口蔗糖、鋁土礦和香蕉，2011年人口14,923。

## 外部連結
- Political Geography （页面存档备份，存于）
- Parish information
- Jamaica Heritage Trust （页面存档备份，存于）

18°26′28″N 77°13′26″W / 18.441°N 77.224°W